# Zahrad
Zareh Yaldızcıyan dit Zahrad (en arménien : Զահրատ, né à Constantinople en 1924, 10 mai - mort la même ville (devenue Istanbul), le 20 février 2007) est un poète turc de culture arménienne. Ses œuvres ont été traduites dans vingt-deux langues.

## Biographie
Il a perdu son père à l'âge de trois ans et fait ses études à l'école Mikhitarian à Istanbul. Il fait des études de médecine pendant trois ans mais doit se lancer dans le commerce pour subvenir à ses besoins. Il s'est marié en 1963 avec Anaîs Antreassyan.
Il a beaucoup voyagé et a assisté à des conférences littéraires auxquelles il avait été invité. Ses poèmes ont un style particulier qui reflète son point de vue sur la condition humaine et mettent l'accent sur l'action humaine au centre de l'histoire qui constitue pour lui un motif de transformation. 